# Хрещатовское сельское поселение (Воронежская область)
Хрещатовское сельское поселение — муниципальное образование в Калачеевском районе Воронежской области.
Административный центр — село Хрещатое.

## Административное деление
Состав поселения:
- село Хрещатое,
- хутор Грушовое,
- хутор Журавлёво,
- село Лесково,
- село Переволочное,
- село Четвериково,
- хутор Яроватое.